# Міграційні та демографічні процеси в Донецькій області: 1943-1951 роки
Міграційні та демографічні процеси в Донецькій області: 1943–1951 роки — процеси переселення населення, що відбувалися на території Донецької області з 1943 по 1951 роки під керівництвом німецької та радянської влад. Після зменшення населення під час війни та німецької окупації почався різкий зріст кількості населення області за рахунок спланованого переселення.

## У роки Другої Світової війни
На 1939 р. на території Донецької області мешкало 3,1 млн осіб.
У роки війни населення регіону різко зменшилося. У багатьох працях за точку відліку повоєнної чисельності населення Донеччини беруться дані на січень 1944 р. — 1,7 млн осіб, що становить 54,8% від довоєнної чисельності. Але більш правомірним буде брати дані на кінець 1943 р. На 1 грудня 1943 р. в області мешкало 1 577 603 особи, з них: міського населення — 721 310, сільського — 856 293. Таке співвідношення міського та сільського населення відбиває той стан, що склався під час війни.
За грудень 1943 р. населення області збільшилося на 123 303 особи, склавши 1 701 306 осіб. Міське населення склало 1 144 587 осіб, сільське населення — 556 799 осіб. Шляхом нескладних розрахунків можна виявити, що сільське населення зменшилося на 299 494 особи, а міське зросло на 423 277 осіб. Якщо скласти вибуле із сіл населення та прибуле до області, їх чисельність перевищить реальний приріст міського населення на 480 осіб. Саме стільки, мабуть, вибуло за межі області.

## Природний приріст населення: порівняння довоєнного та повоєнний періодів
Статистичні дані дають таку картину природного приросту:
- 1940 р. — 47 919 осіб;
- 1945 р. — 22 658;
- 1946 р. — 47 719;
- 1947 р. — 5 182;
- 1948 р. — 34 515;
- 1949 р. — 58 982;
- 1950 р. — 58 419;
- 1951 р. — 62 721, тобто перевищив передвоєнний показник на 14 802 особи.

Проте у 1939 р. природний приріст по області становив 70 697 осіб, отже, цього показника навіть на кінець відбудови не було досягнуто за 6 повоєнних років. Досягнуто і перевищено його було тільки у 1958 р., коли він досяг 75 545 осіб . Якщо врахувати, що цей приріст міг стати трудовим ресурсом не раніше ніж через 15-16 років, тобто наприкінці 50-х років, то на перший план під час відбудови висувається механічний приріст населення.

## Механічний приріст населення
Розуміння цього чинника знайшло відображення у постановах уряду, наказах та розпорядженнях міністерств про мобілізацію населення, оргнабори, мобілізацію молоді до шкіл ФЗН та ремісничих училищ, молодіжних і комсомольських призовів та ін., тобто шляхом керованих міграцій. За основу подальших розрахунків береться саме механічний приріст, бо показник чисельності прибулих з інших областей не може бути вичерпним, тому що разом з міграцією у межі області йшов і зворотний процес — вибуття за її межі.

### 1945–1946
В останній рік війни, 1945, механічний приріст населення становив 23367 осіб, переважну більшість з яких становили прибулі з інших областей України, з РРСФР. При цьому: з Курської області — 3674, з Кримської — 2487 осіб, інші області мали негативний показник механічного приросту (Ростовська область, Краснодарський край та ін.), тобто чисельність вибулих у цих областях перевищувала чисельність прибулих з них.
Населення, що склало у цей час механічний приріст, прибувало на відбудову промислових підприємств області, головним чином у вугільну і металургійну промисловість. Негативний показник механічного приросту з вказаних республік відбувався через закінчення війни і початок демобілізації, тяжкі умови праці і відсутність умов для житла у регіоні, бажання повернутися до своїх родин.
1946–1947 рр. виявилися найтяжчими у повоєнній відбудові. Голод, що охопив Україну, тяжка праця і нестерпні соціально-побутові умови призвели до масового дезертирства з підприємств, що, в свою чергу, призвело до зростання питомої ваги міграцій з інших областей України і республік СРСР.

### 1947–1948
У 1947 р. з РРСФР прибуло 63827 особи, вибуло 59266, механічний приріст становив 4606 осіб. З УРСР прибуло 167552 особи, вибуло 115972, механічний приріст становив 51580 осіб. Найбільше прибуло мешканців Київської, Ворошиловградської, Полтавської, Сумської, Львівської областей.
Такий стан керованих міграцій не міг задовольнити потреб відбудови. Тому 21 травня 1947 р. з'являється постанова Ради Міністрів СРСР «Про порядок проведення організованого набору робітників», згідно з якою голови колгоспів повинні були надавати допомогу уповноваженим з оргнабору у колгоспах, не перешкоджати колгоспникам виїжджати разом з родинами. Членам родин вербованих робітників надавалися пільги, але суттєво змінити становище постанова так і не змогла. І тільки постанова ЦК ВКП(б) «Про стан партійно-політичної роботи на вугільних шахтах Донбасу» від 28 лютого 1948 р. звернула увагу на причину цього явища — умови праці та життя прибулих, намітивши низку відповідних заходів, внесла зміни до умов оргнаборів та мобілізацій молоді до шкіл ФЗН та ремісничих училищ. Як результат, у 1948 р. зафіксовано найвищий показник механічного приросту населення, який становив 167067 осіб, що більше ніж у п'ять разів перевищував природний приріст населення області .

### 1949–1950
У 1949 році продовжує зростати чисельність населення області, яка склала 1990482 особи. У відомостях про рух населення облстатуправління пояснювалось прибуттям населення до області у зв'язку із зростанням промисловості, внаслідок чого за рік чисельність працюючих збільшилась на 70630 осіб за рахунок оргнаборів, а за мобілізаціями молоді до шкіл ФЗН та ремісничих училищ прибуло ще 36925 осіб.
У складі населення області чоловіки становили 41,2%, а жінки 58,8%. Зростання населення відбувалось тільки в містах, а в сільських районах залишилося на старому рівні. Найбільше зростання населення за 1948–1949 рр. відбулося в таких містах, як Горлівка — на 29%, Макіївка — на 26,6%, Жданов — на 22,3%, Сталіно — на 21,4%. У містах та селищах міського типу за 1949–1950 рр. населення збільшилося на 289306 осіб, механічний приріст становив 268768 осіб, або 92,2%.
Чоловіків у працездатному віці нараховувалося 676988 осіб, з них робітників — 594247, або 87,7%. Жінок нараховувалося 846927, з яких працювало 395180 осіб, або 46,7%. Зріс і віковий склад населення — це пояснювалося механічним приростом населення у зв'язку з відбудовою і розвитком промисловості [13]. Усього механічний приріст за 1949 р. становив 137399 осіб, у 1950 р. — 117562 особи.

### 1951
21 листопада 1951 року, із закінченням четвертої п'ятирічки, було прийнято нову постанову Ради Міністрів СРСР «Про впорядкування проведення організованого набору робітників», що остаточно закріпили принцип їх добровільності, пільги та відмову від військово-адміністративних методів управління міграціями населення. Це призвело до деякого зниження рівня міграцій. У 1951 р. механічний рух населення у містах та міських поселеннях характеризувався, як і раніше, великим прибуттям населення з інших областей і значним вибуттям осіб. У цей час прибуло 326112 осіб, вибуло — 226301, механічний приріст населення міст та сіл становив 99800 осіб, або 56,7%. Значна його частина — 66,8%, прийшлася на промислові центри: м. Сталіно — 65579 осіб, або 29% до загальної кількості прибулих; м. Макіївка — 34464, або 10,6%; м. Горлівка — 27801, або 8,5%; м. Жданов — 21531, або 6,6%. Прибуття населення проходило головним чином до великих промислових підприємств, шкіл ФЗН, ремісничих училищ, в останні з яких прибуло 20944 особи, або 6,4% від загальної чисельності прибулих.
Як і у 1949–1950 рр., основну частку прибулих давали області України — 221115 осіб, або 67,9% від загальної чисельності прибулих. З областей РРСФР — 89633 особи, або 27,5%, а з 14 інших республік СРСР — 14723 особи, або 4,6%. З 221115 осіб, що прибули з України, у межах області перемістилося 94738 осіб, або 42,8%, з них — 74119 у містах області і 18612 із сіл до міст області .
Серед прибулих з інших областей України найбільший відсоток припадає на Харківську — 15021 особа (6,8%), Ворошиловградську — 12082 (5,5%), Дніпропетровську — 11975 (5,4%), Вінницьку — 10027 (4,5%). З РРСФР: Курську — 18313, або 20,4% прибулих із Росії. Більшість прибулих — 88% становили працездатні особи, а 53,3% — чоловіки.
За цей час вибуло з області — 42865 осіб: з Макіївки — 21283, або 9,4%, Горлівки — 18076, або 8%, Жданова — 10266, або 4,5%. Відбували головним чином до областей України та Росії.
З вказаного механічного приросту населення 68294 особи, або 68,4% від усього механічного приросту, прийшлося на 12 міст обласного підпорядкування. Найбільше з них: Сталіно — 22714 (22,8% від загального механічного приросту), Макіївка — 13181 (13,3%), Горлівка — 9725 (9,7%), Жданов — 7947 (8%). Зменшення механічного приросту порівняно з минулими роками пояснювали поступовим укомплектуванням кадрами промислових підприємств і збільшенням плинності кадрів державних трудових резервів.
Загальна чисельність населення у 1951 р. склала 3276 тисяч осіб. 

### Висновки по механічному приросту
Загальний природний приріст населення області з 1945 по 1951 р. включно становить 301142 особи. Якщо прийняти показник природного приросту населення дорівнюючим рівню 1945 р. (15996 осіб), то отримаємо 316 тисяч осіб. З грудня 1943 р. по 1951 рік включно приріст чисельності населення області становив 1690 тис. Якщо з цього загального приросту виключимо загальний природний приріст, то отримаємо 1374 тис. осіб загального механічного приросту.
Чисельність населення області з грудня 1943 р. по 1951 р. включно збільшилася майже вдвічі головним чином за рахунок механічного приросту населення.
| Рік  | З УРСР | З РРФСР | Загалом |
| ---- | ------ | ------- | ------- |
| 1945 | 17 206 | 6161    | 23 367  |
| 1946 | -      | -       | -       |
| 1947 | 51 580 | 4 606   | 56 186  |
| 1948 | -      | -       | 167 067 |
| 1949 | -      | -       | 137 399 |
| 1950 | -      | -       | 117 562 |
| 1951 |        | -       | 99 800  |

## Висновки
1. Після звільнення у 1943 р. Донецької області постало завдання відбудови її промислового потенціалу. Проте зменшення чисельності населення за роки війни майже вдвічі ускладнювало його вирішення. Відновити довоєнну чисельність населення можна було тільки шляхом зовнішніх керованих міграцій населення, здійснюваних військово-адміністративними методами.
2. Головними їх джерелами стали: мобілізації населення, оргнабори, мобілізації молоді до шкіл ФЗН та ремісничих училищ, повернення евакуйованних та репатрійованних, відбудовчі загони та ін.
3. З 1943 р. по 1951 р. чисельність населення області досягла довоєнної і дещо перевищила її за рахунок зовнішніх керованих міграцій з інших областей, які проводилися військово-адміністративними методами. Попри це в регіоні спостерігалася велика плинність населення, яка була викликана тяжкою працею та незадовільними соціально-побутовими умовами. Але весь час механічний приріст населення перевищував природний, пік якого припав на 1948 р., а найнижчий показник прийшовся на 1945 р. Переважну більшість механічного приросту дали області України.
4. З кінця 40-х років йде поступове зменшення зовнішніх міграцій, але механічний приріст населення має велике значення у збільшенні чисельності населення, особливо трудових ресурсів, ще й на початку 50-х років.